# Complexe sportif de Fès
Complexe sportif de Fès – wielofunkcyjny stadion w Fezie, w Maroku. Jego pojemność wynosi 45 000 widzów. Został otwarty w 2003 roku. Swoje mecze na obiekcie rozgrywają drużyny Maghreb Fez oraz Wydad Fez. Stadion posiada bieżnię i boisko do piłki nożnej.